# Doina Cornea
Doina Cornea (Brassó,  1929. május 30. – Kolozsvár, 2018. május 4.) román költőnő és ellenzéki személyiség.

## Életrajza
A kolozsvári Babeș–Bolyai Tudományegyetem bölcsészkarának francia tanszékén volt tanársegéd. 1980-ban gyártotta az első szamizdatot Încercarea labirintului (A labirintus próbatétele) címen, melyeket újabb szamizdatfordítások követtek, amelyeket előszóval és jegyzetekkel látott el.
1982 és 1989 között 31 szöveget és tiltakozást juttatott el a Szabad Európa Rádióhoz. 1983-ban elbocsátották az egyetemről, és vizsgálatoknak, kihallgatásoknak, veréseknek és fenyegetéseknek vetették alá. Fia, Leontin Iuhas közreműködésével 160 röpiratot terjesztett az 1987-es brassói felkelés során, ezért mindkettőjüket 5 hétre letartóztatták. Ezután gyakorlatilag házi őrizetben volt 1989. december 21-éig. Részt vett az 1989. december 21-ei utcai tüntetésen, a lövöldözések ellenére.
Ezután beválasztották a Nemzeti Megmentési Front Tanácsába, de erről a tisztségéről 1990. január 23-án lemondott, mivel úgy ítélte meg, hogy a Front Gorbacsovnak van alárendelve.
1990. augusztus 6-án Kolozsváron egyik alapítója volt a romániai Totalitariánusellenes Demokratikus Fórumnak, amelynek utóbb elnökévé választották. Ez volt a demokratikus ellenzék egyik első egyesítési kísérlete, amelyből később kialakult a Romániai Demokrata Konvenció.
Alapító tagja a Csoport a Társadalmi Párbeszédért, a Civil Szövetség és a Memoria Kulturális Alapítvány szervezeteknek. Több mint 100 cikke jelent meg különböző újságokban és folyóiratokban, például a 22, România liberă, Vatra, Memoria kiadványokban.
Két gyermeke született, Ariadna Combes és Leontin Juhasz: lánya, Ariadna 2016-ban elhunyt.

## Kötetei
- Liberté? (Szabadság?), Párizs, 1990
- Scrisori deschise și alte texte (Nyílt levelek és egyéb írások), Kolozsvár, 1991
- Fața nevăzută a lucrurilor (A dolgok nem látott oldala), Kolozsvár, 1999
- Traduceri (Műfordítások), Kolozsvár, 2000

## Díjak és kitüntetések
- Thorolf Rafto-díj (Norvégia, 1989) (a Fidesz-szel megosztva)
- Brüsszeli Szabad Egyetem díszdoktora (1989)
- Francia Becsületrend tisztje (2000)
- Románia Csillaga kitüntetés a Nagykereszttel (2000)
- Kolozsvár díszpolgára (2021)[6]